# Bulgarian Open Challenger 2001
Il Bulgarian Open Challenger 2001 è stato un torneo di tennis facente parte della categoria ATP Challenger Series nell'ambito dell'ATP Challenger Series 2001. Il torneo si è giocato a Sofia in Bulgaria dal 10 al 16 settembre 2001 su campi in terra rossa.

## Vincitori

### Singolare
Vasilīs Mazarakīs ha battuto in finale  Stefano Galvani con il punteggio di 7–6(5), 6–4

### Doppio
Stefano Galvani /  Igor Gaudi hanno battuto in finale  Óscar Hernández /  Dmitri Vlasov con il punteggio di 6–4, 6–1